# Smal rotkrypare
Smal rotkrypare (Rhyssemus germanus) är en skalbaggsart som beskrevs av Carl von Linné 1767. Enligt Catalogue of Life ingår smal rotkrypare i släktet Rhyssemus och familjen Aphodiidae, men enligt Dyntaxa är tillhörigheten istället släktet Rhyssemus och familjen bladhorningar. Arten är reproducerande i Sverige. Inga underarter finns listade i Catalogue of Life.

## Bildgalleri

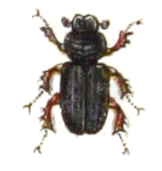